# Horesnyi László
Horesnyi László (Szeged, 1937. október 2. – Budapest, 2018. január 27.) Jászai Mari-díjas és Aase-díjas magyar színművész.

## Életpályája
1963-ban végezte el a Színház- és Filmművészeti Főiskolát, és karrierje a győri Kisfaludy Színházban indult. 1964–1969 között a Szegedi Nemzeti Színházban játszott, azóta a fővárosi Madách Színház tagja. Színpadi szerepek mellett több filmben is játszott. Utolsó szerepe a Madách Színházban Az Operaház Fantomjának árverési kikiáltója volt, amelyben majdnem haláláig színpadra lépett.
Felesége Molnár Gabriella, grafikusművész volt. Közös fiuk: Horesnyi Balázs díszlettervező.

## Színpadi szerepeiből
A Színházi adattárban regisztrált bemutatóinak száma: 146; ugyanitt ötvenegy színházi fotón is látható.
- Mikszáth Kálmán: Beszterce ostroma... Pongrácz István
- Molnár Ferenc: Egy, kettő, három... Dr. Wolff
- Madách Imre: Az ember tragédiája... Második demagóg; Eretnek; Második koldus; Michelangelo
- Robert Cohen: A fejedelem... Leonardo da Vinci
- Szomory Dezső: Hagyd a nagyapát!
- Joseph Stein – Jerry Block – Sheldon Harnick: Hegedűs a háztetőn... Csendbiztos
- Alan Bennett: Hölgy a furgonban... Underwood
- Molnár Ferenc: Az ibolya... Szolga
- Tolcsvay László: Isten pénze... Jonathan
- Ken Kesey – Dale Wassermann: Kakukkfészek... Matterson ezredes
- Karinthy Ferenc: Leánykereskedő... Turcsek, házmester
- Lugosi - A vámpír árnyéka... Dr.Stanley Hall, tiszteletes
- Neil Simon: Mezítláb a parkban... Áruházi kihordó
- Gyurkovics Tibor: Nagyvizit
- John Chapman – Ray Cooney: Ne most drágám!... Frencham, fregattkapitány
- Michael Cooney: Nem ér a nevem... George bácsi
- Andrew Lloyd Webber: Az Operaház fantomja... Árverési kikiáltó
- Eugène Scribe: Egy pohár víz... Thompson, ajtónálló
- Németh László: Széchenyi... Görgen főorvos
- Stendhal: Vörös és fekete... A gróf
- William Shakespeare: Tévedések vígjátéka... Aegeon
- Moldova György: Malom a pokolban... Noszter
- Zemlényi Zoltán: Hoppárézimi!... Apuska
- Agatha Christie: A vád tanúja... Hearne felügyelő
- Szigligeti Ede: Liliomfi... Swartz, pesti fogadós
- Szép Ernő: Lila ákác... Angelusz papa, artistaügynök
- Stendhal: Vörös és fekete... Öreg Sorel
- William Shakespeare: Ahogy tetszik... Frigyes a bitorló
- Edmond Rostand: Cyrano de Bergerac... Ragueneau
- Arthur Miller: A salemi boszorkányok... Parris tiszteletes
- Molnár Ferenc: Játék a kastélyban... Lakáj
- Mikszáth Kálmán: A Noszty fiú esete Tóth Marival... Tóth Mihály
- William Shakespeare: Makrancos hölgy avagy Boszorkányszelídítés... Gremio, Bianca egyik kérője
- Kodály Zoltán – Paulini Béla – Harsányi Zsolt: Háry János... Napóleon
- Kosztolányi Dezső: Édes Anna... Ficsor
- William Shakespeare: Hamlet... Guildenstern, udvaronc
- Sarkadi Imre: Elveszett paradicsom... Jóska
- William Shakespeare: Lear király... Edgar
- William Shakespeare: Othello... Brabantio, szenátor
- Bertolt Brecht: Kurázsi mama... Szakács
- Henrik Ibsen: Peer Gynt... Aslak; Főmanó
- Romhányi József: Csipkerózsika... Leo az oroszlán
- Lovászy Márton – Róna Tibor: Robin Hood... Little John, Robin Hood íjásza
- William Shakespeare: Rómeó és Júlia... Capulet
- Lev Nyikolajevics Tolsztoj: Anna Karenina... Scserbackij herceg
- Lev Nyikolajevics Tolsztoj: Háború és béke... Andrej Bolkonszkij herceg
- Katona József: Bánk bán... Petur bán
- George Bernard Shaw: Caesar és Cleopatra... Rufio
- William Shakespeare: Tévedések vígjátéka... Ephesusi Antipholus
- Vörösmarty Mihály: Csongor és Tünde... Balga
- Nyikolaj Vasziljevics Gogol: A revizor... Gyerzsimorda, rendőr

## Filmjei

### Játékfilmek
- Váltókulcs-azonosító berendezés, avagy ördöge van Szekeresnek[9]
- Koncert (1962, rövid játékfilm)
- Az utolsó előtti ember (1963)
- Egy őrült éjszaka (1969) – Rendőr
- A mi emberünk (1970, rövid játékfilm)
- N.N., a halál angyala (1970) – Törzsőrmester
- A dunai hajós 1-2. (1974) – Mircso
- Ámokfutás (1974) – Miklós, a portás
- Bekötött szemmel (1974) – Katona
- A ménesgazda (1978) – Vízi őrmester
- Rosszemberek (1978) – Hajkó, a kocsmáros
- Ki beszél itt szerelemről? (1979) – Salgó Henrik
- Hivatalnok urak (1983) – Vedres
- Visszaesők (1983)
- Az elvarázsolt dollár (1985) – Tacsányi Ferenc
- Ismeretlen ismerős (1988)
- Franciska vasárnapjai (1997)

### Tévéfilmek, televíziós sorozatok
- A Tenkes kapitánya (1963)
- Május (1963) – A rendőr
- Princ, a katona (1966, tévésorozat) – Barna tizedes
- Bors I-II. (1968-1970) – Hoffer (1. évadban)
- Mi újság Pesten? (1969)
- A hetedik kocsi (1970) – Kódor
- Tisztújítók (1970) – Langyos
- Voronyezs (1970)
- Budai Nagy Antal (1971) – Márton
- A hetedik kocsi (1971)
- Névtelen csillag (1971)
- A hosszú előszoba (1973) – Filmrendező
- Az ozorai példa (1973)
- Zenés TV Színház (1973-1983)

- Nyári kaland (1973)
- A garabonciás (1983) – Ferdinand von Kolb
- A medikus (1974) – János húgának a vőlegénye
- Feje fölött holló (1974)
- Hannibál utolsó útja (1974) – Leicon
- Tigrisugrás (1974) – Traktoros
- Asszony a viharban (1975) – Nyomozó
- Az áruló (1975)
- Ciklámen (1975) – Szendrei
- Csillagok változása (1975)
- Csontváry (1975)
- Férfiak akiket nem szeretnek (1975) – Huszár nyomozó
- Kisember születik (1975) – Mihály
- Névnap (1975)
- Százéves asszony (1975)
- A cárné összeesküvése (1976) – Sz. főhadnagy
- A délibábok hőse (1976) – Szikár Tóni
- Isten malmai (1976)
- Kántor 1-5. (1976, tévésorozat) – Paku Pál
- Lincoln Ábrahám álmai (1976)
- Második otthonunk 1-4. (1976-1978, tévésorozat)
- Megtörtént bűnügyek 4-8. (1976-1977, tévésorozat) – Maurice Town (4. részben); Sofőr (6. részben)
- Muzsika az éjszakában (1976)
- A szerelem bolondjai (1977)
- A tanítvány (1977) – Cigány
- Állványokon (1977) – Szűcs
- Az ész bajjal jár (1977)
- Bolondok bálja (1977) – Szegény ember
- Családi kör (1977-1980, tévésorozat) (13 részben)
- Doktor Senki (1977) – Csopaki
- Galilei (1977)
- Ketten a tavon (1977)
- Mesélő városok 1-3. (1977, tévésorozat)
- Napforduló (1977)[10]
- Néró, a véres költő (1977) – Otho
- Petőfi (1977, tévésorozat)
- Z. szerkesztő emlékezetes esetei 1-5. (1977, tévésorozat)
- A Danton-ügy (1978)
- A váratlan utazás (1978)
- Az elefánt (1978) – Bódog, fényképész
- Az ész bajjal jár (1978) – Platon Mihajlics
- Bodnárné (1978) – Halász intéző
- Franciska (1978)
- Tengerre néző cellák (1978)
- Vakáció a halott utcában (1978)
- Volt egyszer egy színház (1978) – Kutliczki Pál
- Zokogó majom 1-5. (1978, tévésorozat) – A Kövespad lakója
- Aki mer, az nyer (1979) – Hajdik János
- Forró mezők (1979)
- Hívójel (1979) – Szániel János
- Hullámzó vőlegény (1979) – Szabó
- Ítélet nélkül (1979)
- Lear király (1979) – Alban fejedelem
- Periférián (1979)
- Vakáció a halott utcában (1979) – Zoli apja
- Worafka tanácsos úr (1979)
- A 78-as körzet 1-6. (1980, tévésorozat)
- A Mi Ügyünk, avagy az utolsó hazai maffia hiteles története (1980)[11] – Bakter
- Az a szép, fényes nap (1980) – Adalbert püspök
- Enyhítő körülmény (1980) – Dr. Réthy Márton
- Gyilkosság a 31. emeleten (1980)
- Névnap (1980) – Mazur László
- Pénzt Marijának (1980) – Kuzma
- Részeg eső (1980)
- Századunk (1980, tévésorozat) – Baky
- Vihar a lombikban (1980)[12]
- Mese az ágrólszakadt Igricről (1981) – Haramiavezér
- Mikkamakka, gyere haza! (1981) – Ló Szerafin
- P. Howard. Írta: Rejtő Jenő (1981) – Felügyelő
- Atlantisz (1982) – Nore
- II. József császár (1982) – Kolowrat
- Ítélet és igazság (1982)
- Kaland a főmettőrrel (1982) – Komajev
- Otpusk za svoy schyot (1982) – Géza
- Túlsó part (1982)
- A rágalom iskolája (1983)
- Az emlékmúzeum (1983)
- Klapka légió (1983)
- Szeszélyes évszakok (1983, tévésorozat)
- A Molitor ház (1984)
- Legyél te is Bonca (1984) – Molnár
- Szálka, hal nélkül (1984, tévésorozat) – Illés Károly
- Tériszony (1984) – Autós férfi
- Torta az égen (1984) – Tanár
- A béke hetedik napja (1985)
- A szembesítés eredménytelen (1985)
- Az aranyifjú (1985)[13]
- Az eltüsszentett birodalom (1985) – Strázsamester
- Erkölcstelen történet (1985)
- Kaviár és lencse (1985) – Raimmondo
- Kémeri 1-5. (1985, tévésorozat) – Pius atya, esztergomi pap; Mr. Jerry Smith, tóth István, Kornis régi barátja, kommunista menekülő
- Kicsi a bors… (1985, tévésorozat) – Barát elvtárs
- A fantasztikus nagynéni 1-2. (1986)
- Bujdosó András számonkérése (1986)
- Linda II. (1986, tévésorozat) – Horváth, fotós
- Nem probléma (1986) – Borbíró
- Nyári keringő (1986)
- Tánya (1986)
- A fészek melege (1987) – Bagyula
- A Palika (1987) – Francia úr
- Akarsz-e bohóc lenni? 1-4. (1987, tévésorozat) – Columbina
- Baltazárok (1987) – Miklós
- Bánk bán (1987) – Simon bán
- Hosszú szökés (1987) – Burján
- A védelemé a szó (1988, tévésorozat)
- Oszvald képmása (1988) – Antal
- A nagy varázslat (1989) – Gervasio
- Fagylalt tölcsér nélkül (1989) – Vince
- Freytág testvérek 1-5. (1989, tévésorozat)
- Látogató a végtelenből (1989) – Woodcock
- A nemzet özvegye (1990)
- Főúr, írja a többihez! (1990)
- Tükörgömb (1990)
- Pénzt, de sokat! (1991) – Újságíró
- Família Kft. II. (1992, tévésorozat) – Várbíró tanár úr
- Kisváros (1993-1997, tévésorozat)
- Öregberény (1994, tévésorozat) – Állomásfőnök (8 részben)
- Patika (1995, tévésorozat) – Kőműves
- Az öt zsaru (1998, tévésorozat)
- Pasik! III. (2002, tévésorozat)

### Rajz- és bábfilmek
- Misi Mókus kalandjai (1980) – Rókus mókus bácsi (hang)
- Az erdő kapitánya (1988) – Bagoly (hang)

## Szinkronszerepei
| Év   | Cím                                                                           | Szereplő           | Színész            | Szinkron év |
| ---- | ----------------------------------------------------------------------------- | ------------------ | ------------------ | ----------- |
| 1952 | A gőgös hercegnő                                                              | Jakub, miniszter   | Jaroslav Seník     | 1963        |
| 1953 | Elsőszámú közellenség (2. magyar szinkron)                                    | N/A                | N/A                | 1981        |
| 1960 | Máter Johanna                                                                 | N/A                | N/A                | 1979        |
| 1969 | A jégsziget foglyai                                                           | N/A                | N/A                | 1971        |
| 1970 | Kezdet                                                                        | Agyinokov          | Gennagyij Beglov   | 1974        |
| 1970 | Sherlock Holmes magánélete (1. magyar szinkron)                               | Sherlock Holmes    | Robert Stephens    | 1972        |
| 1971 | Minden lében két kanál – 21. rész: Haláleset a családban (1. magyar szinkron) | N/A                | N/A                | 1972        |
| 1971 | Osceola                                                                       | N/A                | N/A                | 1972        |
| 1971 | Szentivánéji álom                                                             | N/A                | N/A                | 1978        |
| 1973 | Szerelmes Blume                                                               | N/A                | N/A                | 1982        |
| 1974 | A cél kiválasztása                                                            | Guljajev           | Vlagyimir Koreckij | 1981        |
| 1974 | Miért ölnek meg egy bírót? (1. magyar szinkron)                               | N/A                | N/A                | 1976        |
| 1975 | A vízitündér                                                                  | N/A                | N/A                | 1977        |
| 1975 | Napsugár fiúk (1. magyar szinkron)                                            | TV-s színpadmester | Ron Rifkin         | 1977        |
| 1976 | Az ifjú Werther szenvedései                                                   | Albert             | Hilmar Baumann     | 1978        |
| 1976 | Bocsánat, itt vernek?                                                         | N/A                | N/A                | 1978        |
| 1977 | Szabad egy kis spenótot?                                                      | N/A                | N/A                | 2005        |
| 1982 | Ivanhoe                                                                       | N/A                | N/A                | 1985        |
| 1993 | Orson és Olivia (rajzfilmsorozat)                                             | N/A                | N/A                | 1997        |
| 1995 | József                                                                        | N/A                | N/A                | 1996        |
| 1996 | Elvált nők klubja                                                             | Dr. Morris Packman | Rob Reiner         | 1998        |

## Díjak, elismerések
- Jászai Mari-díj (1979)
- Aase-díj (2000)